# Recursos Latentes
Un recurso latente es un recurso escondido que puede usarse sin que aparentemente esté disponible.
En un sistema eléctrico se puede disponer de un recurso de potencia eléctrica que permita la conexión de cargas sin necesidad de realizar ajustes, ni la intervención de los operadores de los centros de operación y control. 
Cuando se conecta una carga, la frecuencia eléctrica disminuye y la tensión en algunas partes del sistema eléctrico también disminuye, lo que obliga a realizar cambios en la potencia activa y reactiva de generación o ajustes en la distribución de la potencia reactiva mediante compensadores capacitivos o transformadores regulables bajo carga.
Cuando la frecuencia es mayor que la nominal y la tensión en los lugares donde se conecta la carga es también superior a la nominal, se cuenta con recursos de potencia latentes que son aportados a cada carga que se conecta y, por lo tanto, no es necesario realizar ajustes entre la conexión de una carga y la siguiente.
La cantidad de cargas que pueden ser conectadas en estas condiciones depende de varios factores, pero fundamentalmente está limitado por la cantidad de recursos latentes disponible, el cual se puede determinar mediante la frecuencia eléctrica del sistema y los valores de tensión de los nodos de la zona donde se conectan cargas.
En un sistema eléctrico, cuando se realiza la restauración de cargas la potencia activa y reactiva que requiere cada carga conectada es suministrada por los recursos latentes y por recursos potenciales que dependen de las reservas y de las características de regulación de potencia activa y reactiva de los generadores eléctricos.
Los recursos latentes están asociados al efecto de autorregulación de las cargas.
- Datos: Q6102917